# Los Naranjos (Negro Primero)
Pour les articles homonymes, voir Los Naranjos.
Los Naranjos est la capitale de la paroisse civile de Negro Primero de la municipalité de Valencia dans l'État de Carabobo au Venezuela.